# Сретенская церковь (Переславль-Залесский)
Сретенская церковь— православный храм в городе Переславль-Залесский. Входит в состав Переславского благочиния Ярославской епархии.
Церковь находится на высоком холме над поворотом к селу Веськово.

## История
В половине XVIII века по неизвестному случаю была выстроена церковь во имя святого благоверного князя Александра Невского. Можно думать, что с упразднением монастырских вотчин, когда расположенные здесь монастырские слободки утратили связь с своими монастырями, явилась потребность в приходской церкви для этой местности, удалённой от городских церквей.
В 1778 году преосвященный Феофилакт, епископ Переславский, по просьбе священников Александро-Невской церкви Петра и Василья Ивановых с приходскими людьми, разрешил вблизи деревянной церкви строить каменную церковь в честь Сретения Господня с приделами в честь Сергия Радонежского и святого Александра Невского. Церковь была выстроена и освящена в 1785 году, как это можно видеть из надписи на антиминсе и на церковной стене. Но почему-то в новопостроенной церкви сделан был один придел в честь святого Александра Невского.
Престолов в церкви и ныне два: в холодной во имя Сретения Господня, в приделе тёплом в честь святого благоверного князя Александра Невского.